# The Bowling Match
The Bowling Match é um filme de comédia dos Estados Unidos de 1913, estrelando Mabel Normand, Ford Sterling e Fred Mace. O filme foi dirigido e produzido por Mack Sennett.

## Elenco
- Ford Sterling ... Kraut
- Mabel Normand ... Mabel
- Charles Inslee ... Sauer
- Edgar Kennedy ... Operador Bownling Alley